# Bourbonne-les-Bains
Bourbonne-les-Bains – miejscowość i gmina we Francji, w regionie Grand Est, w departamencie Górna Marna.
Według danych na rok 1990 gminę zamieszkiwały 2764 osoby, a gęstość zaludnienia wynosiła 43 osób/km².

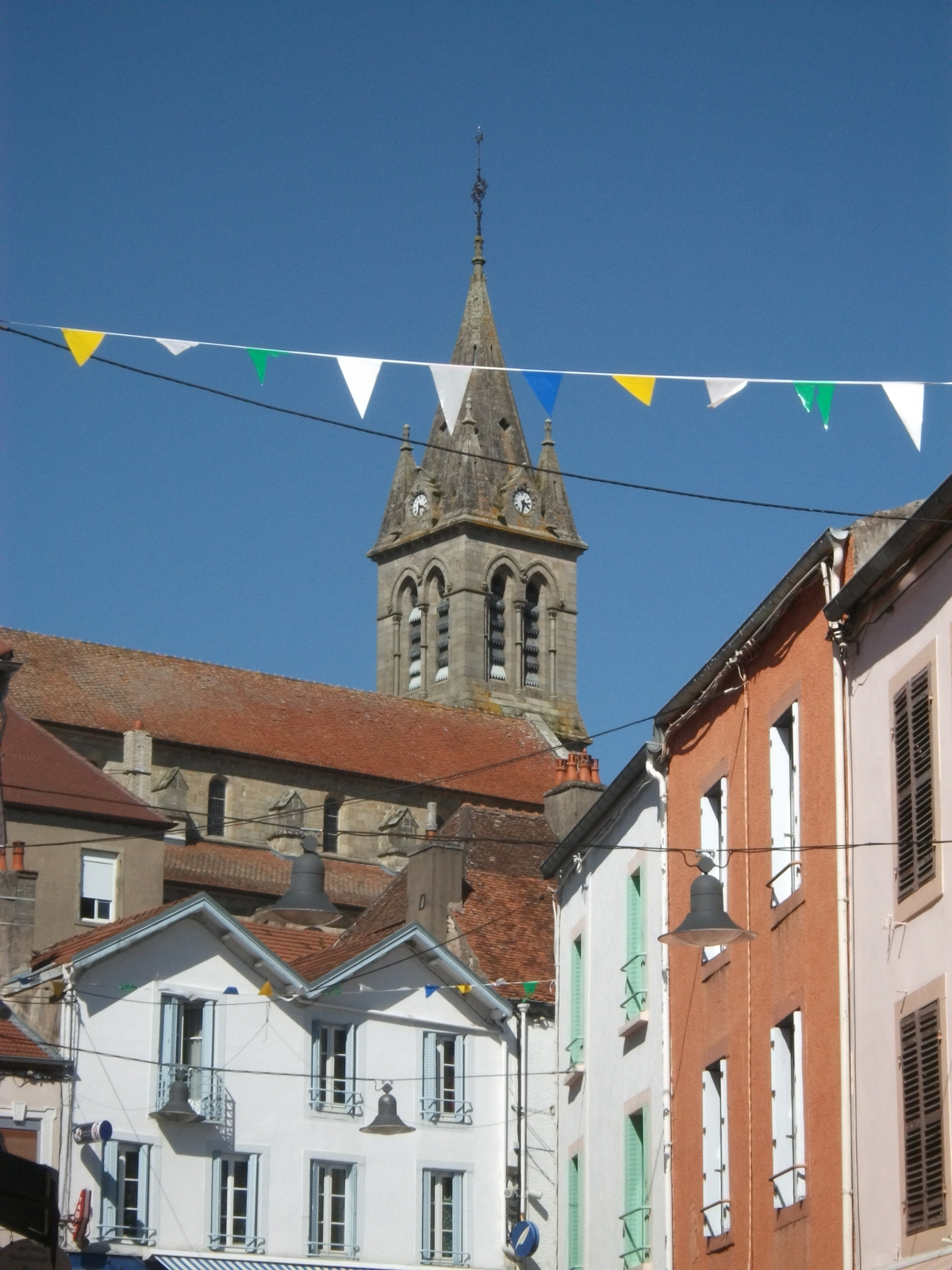
Bourbonne-les-Bains, 2010